# Hybomys lunaris
Hybomys lunaris é uma espécie de roedor da família Muridae.
Pode ser encontrada na República Democrática do Congo, Ruanda e Uganda.
Os seus habitats naturais são regiões subtropicais ou tropicais húmidas de alta altitude.
Está ameaçada por perda de habitat.